# Hederelloidea
Hederelloidea sono un gruppo di organismi marini estinti che formarono colonie ramificate, oggi presenti sotto forma di fossile. Raggiunsero il massimo in numero e diversità nel Devoniano e si estinsero nel Permiano.

## Morfologia
Gli hederelloidea occupano un'ampia varietà di substrati duri e si trovano più comunemente su brachiopodi, briozoi e coralli. Il loro esoscheletro è costituito da tubi che hanno una microstruttura di calcite microprismatica, che li distingue dai briozoi e dai coralli. A causa delle loro ramificazioni, delle dimensioni e del portamento coloniale, sono considerati imparentati con i vermiformi foronidei o phoronida.
Il genere Hederella presenta il maggior numero di specie all'interno del sottordine e la maggiore distribuzione nel tempo (Siluriano - Permiano). Hederella è comune nelle rocce devoniane.

## Classificazione
Famiglia: †Hederellidae
- Genere: †Hederella Hall 1881
- Genere: †Diversipora Kiepura 1973

Famiglia: †Reptariidae
- Genere: †Hederopsis Bassler 1953
- Genere: †Hernodia Hall 1883
- Genere: †Reptaria Rollé 1851
- Genere: †Cystosporella Bassler 1953[4]

## Galleria d'immagini

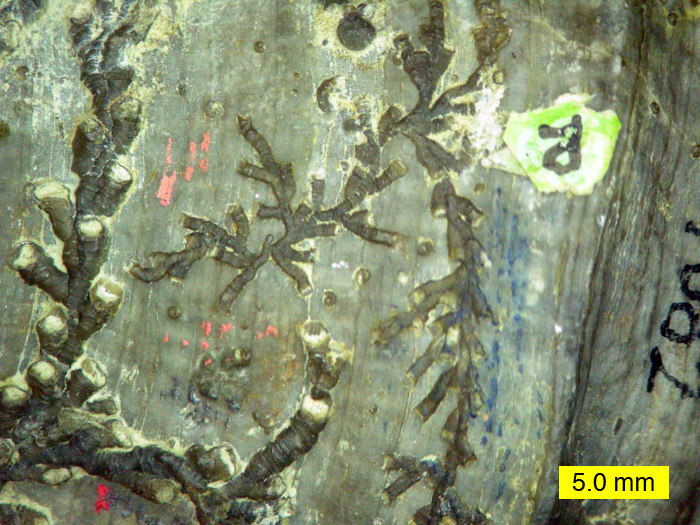
Tre specie di hederelloidea sul corallo Rugosa del Devoniano.
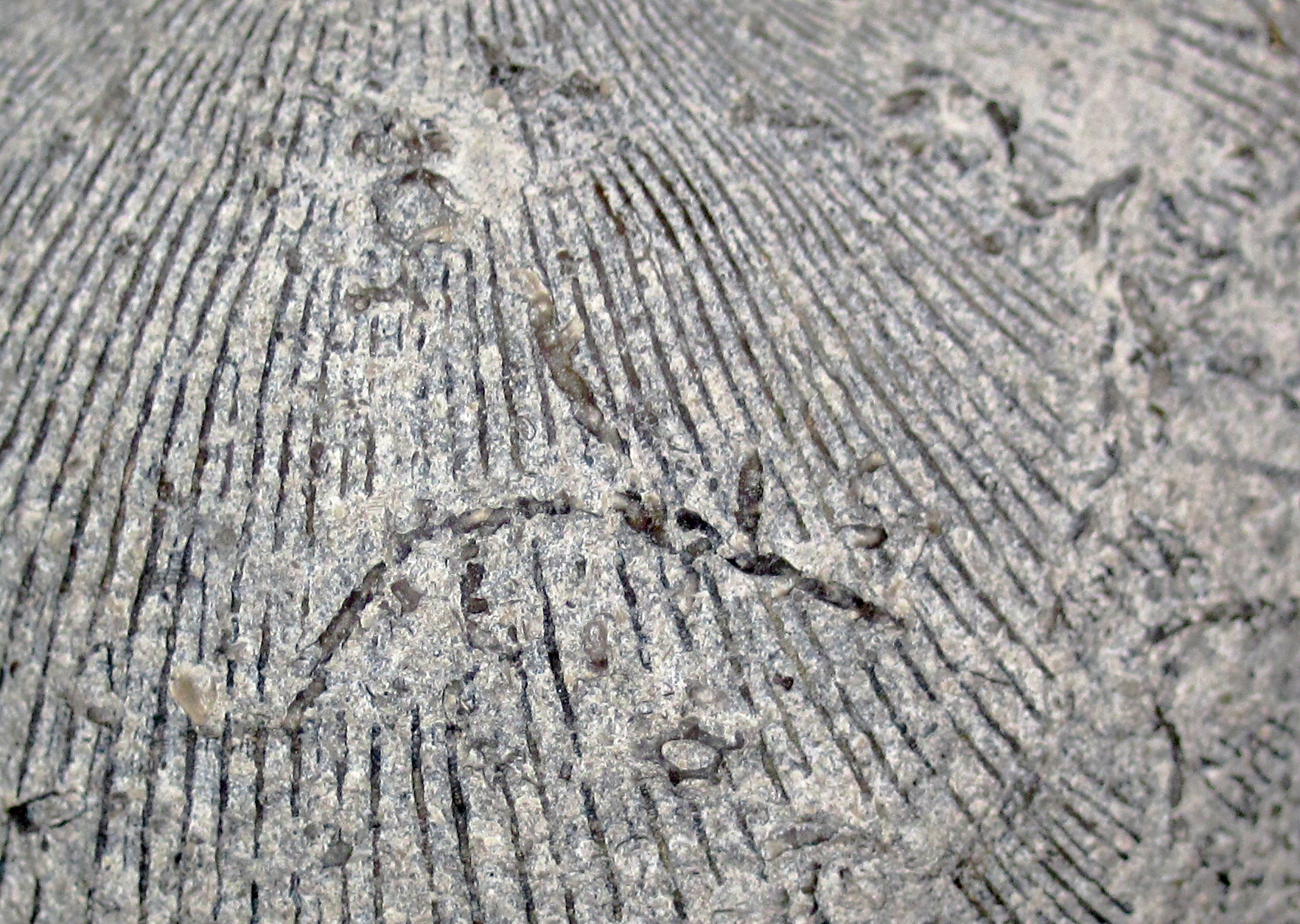
Hederelloidea forma una crosta sulla valva inferiore di un brachiopode fossile Megastrophia del Devoniano (Ohio, USA).